# Équipe de Malaisie de hockey sur gazon
Maillots
L'équipe de Malaisie de hockey sur gazon est l'équipe représentative de la Malaisie dans les compétitions internationales de hockey sur gazon. 

## Palmarès

### Jeux olympiques[1]
- 1956 : 9e
- 1964 : 9e
- 1968 : 15e
- 1972 : 8e
- 1976 : 9e
- 1984 : 11e
- 1992 : 9e
- 1996 : 11e
- 2000 : 11e

### Coupe du monde
- 1973 : 11e
- 1975 : 4e
- 1978 : 10e
- 1982 : 10e
- 1998 : 11e
- 2002 : 8e
- 2014 : 12e

### Ligue mondiale
- 2012-14 : 11e
- 2014-15 : 12e
- 2016-17 : 9e

### Coupe des nations
- 2022 : 4e
- 2023-24 : 7e

### Champions Trophy
- 1993 : 6e
- 2007 : 8e

### Champions Challenge
- 2001 : 4e
- 2003 : 6e
- 2011 : 5e
- 2012 : 4e
- 2014 :  3e

### Jeux du Commonwealth

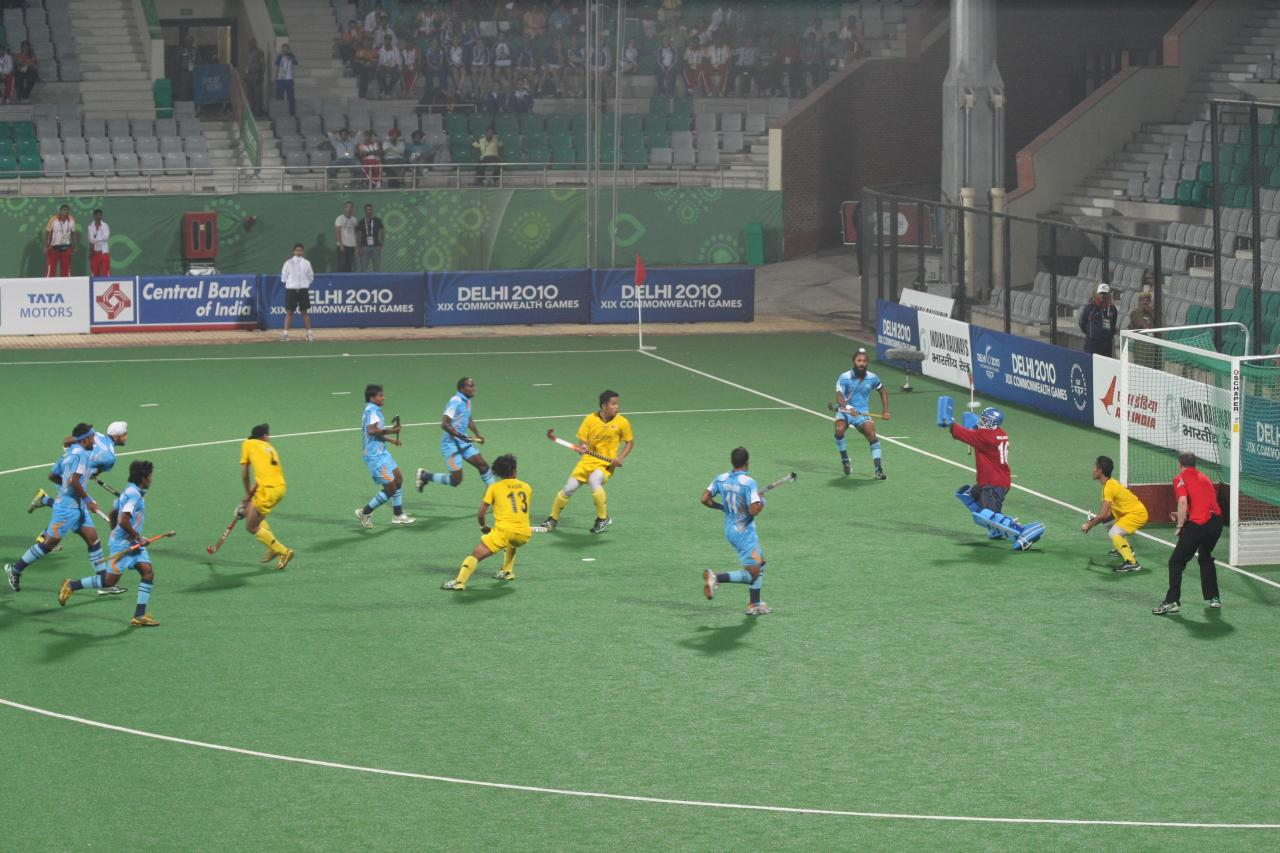
Malaisie-Inde aux Jeux du Commonwealth de 2010

- 1998 :  2e
- 2006 :  3e
- 2010 : 8e
- 2014 : 7e
- 2018 : 5e
- 2022 : Ne participe pas

### Jeux asiatiques
- 1958 : 4e
- 1962 :  3e
- 1966 : 4e
- 1970 :  3e
- 1974 :  3e
- 1978 :  3e
- 1982 :  3e
- 1986 : 4e
- 1990 :  3e
- 1994 : 5e
- 1998 : 5e
- 2002 :  3e
- 2006 : 6e
- 2010 :  2e
- 2014 : 4e
- 2018 :  2e
- 2022 : 6e

### Sultan Azlan Shah Cup
- 1983 : 4e
- 1985 :  2e
- 1987 : 4e
- 1994 : 4e
- 1999 : 4e
- 2000 : 4e
- 2007 :  2e
- 2008 : 7e
- 2009 :  2e
- 2010 : 4e
- 2011 : 7e
- 2012 : 6e
- 2013 :  2e
- 2014´:  2e
- 2015 : 6e
- 2016 : 4e
- 2017 : 5e
- 2018 : 4e
- 2019 :  3e
- 2022 :  1er
- 2024 : 4e

### Coupe d'Asie
- 1982 : 4e
- 1985 : 5e
- 1989 : 6e
- 1993 : 4e
- 1999 : 4e
- 2003 : 5e
- 2007 :  3e
- 2009 : 4e
- 2013 : 4e
- 2017 :  2e
- 2022 :  2e

### Champions Trophy d'Asie
- 2011 :  3e
- 2012 :  3e
- 2013 :  3e
- 2016 :  3e
- 2018 :  3e
- 2021 : Ne participe pas
- 2023 :  2e
- 2024 : 5e

### Asean Cup
- 2009 :  1er
- 2011 :  1er

### Jeux d'Asie du Sud-Est
- 1971 :  Vainqueur
- 1973 :  2e
- 1975 :  Vainqueur
- 1977 :  Vainqueur
- 1979 :  Vainqueur
- 1983 :  Vainqueur
- 1987 :  Vainqueur
- 1989 :  Vainqueur
- 1993 :  Vainqueur
- 1995 :  Vainqueur
- 1997 :  Vainqueur
- 1999 :  Vainqueur
- 2001 :  Vainqueur
- 2007 :  Vainqueur
- 2013 :  Vainqueur
- 2015 :  Vainqueur
- 2017 :  Vainqueur
- 2023 :  Vainqueur